# Вишнёвое (Репкинский район)
Вишнёвое (укр. Вишне́ве, до 1961 года — Свинопухи) — село в Репкинском районе Черниговской области Украины. Население 547 человек. Занимает площадь 2,28 км².
Код КОАТУУ: 7424481201. Почтовый индекс: 15070. Телефонный код: +380 4641.

## История
В XIX веке село Свинопухи было в составе Репкинской волости Городнянского уезда Черниговской губернии. В 1961 году село Свинопухи было переименовано в Вишнёвое.

## Власть
Орган местного самоуправления — Вишневский сельский совет. Почтовый адрес: 15070, Черниговская обл., Репкинский р-н, с. Вишнёвое, ул. Пушкина, 2а. Тел.: +380 (4641) 4-81-42; факс: 4-81-42.